# Anna Katarina
Anna Katarina is een Zwitsers actrice.

## Filmografie
- Star Trek: The Next Generation (1987)
- Slaves of New York (1989)
- Miami Vice (1989)
- The Blood of Heroes (1989)
- The Death of the Incredible Hulk (1990)
- Law & Order (1991)
- Batman Returns (1992)
- Tatort (1992)
- A Weekend with Barbara und Ingrid (1992)
- Omega Doom (1996)
- The Game (1997)
- Law & Order: Criminal Intent (2003)
- The Pink Panther (2006)
- The Lady and the Taxi Driver (2009)
- Boardwalk Empire, als Isabelle Jeunet (2010)